# Brachycyrtus taitensis
Brachycyrtus taitensis är en stekelart som först beskrevs av Cheesman 1928.  Brachycyrtus taitensis ingår i släktet Brachycyrtus och familjen brokparasitsteklar. Inga underarter finns listade.